# Општина Бенито Хуарез (Кинтана Ро)
Бенито Хуарез (шп. Benito Juárez) општина је у Мексику у савезној држави Кинтана Ро. Општина се налази на надморској висини од 10 м.

## Становништво
Према подацима из 2010. у општини је живело 661176 становника.

### Хронологија
| Година       | 2000                     | 2005                     | 2010                     |
| ------------ | ------------------------ | ------------------------ | ------------------------ |
| Становништво | 419815 (215352 / 204463) | 572973 (289293 / 283680) | 661176 (334945 / 326231) |

### Попис
| \| \| м \| \| \| ж \| \| 0—2 \| 19.621 \| \| \| 18.727 \| \| 3—5 \| 19.853 \| \| \| 19.136 \| \| 6—11 \| 36.653 \| \| \| 35.624 \| \| 12—14 \| 17.421 \| \| \| 16.993 \| \| 15—17 \| 18.531 \| \| \| 18.164 \| \| 18—24 \| 46.786 \| \| \| 45.350 \| \| 60+ \| 12.206 \| \| \| 13.518 \| \| Просек : \| 28,5 \| \| \| 28,6 \| |        |  |  |        |
| |        |  |  |        |
| | м      |  |  | ж      |
| 0—2 | 19.621 |  |  | 18.727 |
| 3—5 | 19.853 |  |  | 19.136 |
| 6—11 | 36.653 |  |  | 35.624 |
| 12—14 | 17.421 |  |  | 16.993 |
| 15—17 | 18.531 |  |  | 18.164 |
| 18—24 | 46.786 |  |  | 45.350 |
| 60+ | 12.206 |  |  | 13.518 |
| Просек : | 28,5   |  |  | 28,6   |

| #   | Индикатор                                                                                        | Вредност |
| --- | ------------------------------------------------------------------------------------------------ | -------- |
| 1   | Становништво од 0 до 2 године                                                                    | 38348    |
| 2   | Мушко становништво од 0 до 2 године                                                              | 19621    |
| 3   | Женско становништво од 0 до 2 године                                                             | 18727    |
| 4   | Становништво са 3 и више година                                                                  | 609617   |
| 5   | Мушко становништво са 3 и више година                                                            | 308666   |
| 6   | Женско становништво са 3 и више година                                                           | 300951   |
| 7   | Становништво са 5 и више година                                                                  | 583009   |
| 8   | Мушко становништво са 5 и више година                                                            | 295152   |
| 9   | Женско становништво са 5 и више година                                                           | 287857   |
| 10  | Становништво са 12 и више година                                                                 | 498351   |
| 11  | Мушко становништво са 12 и више година                                                           | 252160   |
| 12  | Женско становништво са 12 и више година                                                          | 246191   |
| 13  | Становништво са 15 и више година                                                                 | 463937   |
| 14  | Мушко становништво са 15 и више година                                                           | 234739   |
| 15  | Женско становништво са 15 и више година                                                          | 229198   |
| 16  | Становништво са 18 и више година                                                                 | 427242   |
| 17  | Мушко становништво са 18 и више година                                                           | 216208   |
| 18  | Женско становништво са 18 и више година                                                          | 211034   |
| 19  | Становништво од 3 до 5 година                                                                    | 38989    |
| 20  | Мушко становништво од 3 до 5 година                                                              | 19853    |
| 21  | Женско становништво од 3 до 5 година                                                             | 19136    |
| 22  | Становништво од 6 до 11 година                                                                   | 72277    |
| 23  | Мушко становништво од 6 до 11 година                                                             | 36653    |
| 24  | Женско становништво од 6 до 11 година                                                            | 35624    |
| 25  | Становништво од 8 до 14 година                                                                   | 82261    |
| 26  | Мушко становништво од 8 до 14 година                                                             | 41802    |
| 27  | Женско становништво од 8 до 14 година                                                            | 40459    |
| 28  | Становништво од 12 до 14 година                                                                  | 34414    |
| 29  | Мушко становништво од 12 до 14 година                                                            | 17421    |
| 30  | Женско становништво од 12 до 14 година                                                           | 16993    |
| 31  | Становништво од 15 до 17 година                                                                  | 36695    |
| 32  | Мушко становништво од 15 до 17 година                                                            | 18531    |
| 33  | Женско становништво од 15 до 17 година                                                           | 18164    |
| 34  | Становништво од 18 до 24 године                                                                  | 92136    |
| 35  | Мушко становништво од 18 до 24 године                                                            | 46786    |
| 36  | Женско становништво од 18 до 24 године                                                           | 45350    |
| 37  | Женско становништво од 15 до 49 година                                                           | 196316   |
| 38  | Становништво са 60 и више година                                                                 | 25724    |
| 39  | Мушко становништво са 60 и више година                                                           | 12206    |
| 40  | Женско становништво са 60 и више година                                                          | 13518    |
| 41  | Однос између мушкараца и жена                                                                    | 102.67   |
| 42  | Становништво од нуле до 14 година                                                                | 184028   |
| 43  | Становништво од 15 до 64 године                                                                  | 448936   |
| 44  | Становништво од 65 година и више                                                                 | 15001    |
| 45  | Просечан број деце                                                                               | 1.8      |
| 46  | Становништво рођено у ентитету                                                                   | 220479   |
| 47  | Мушко становништво рођено у ентитету                                                             | 111810   |
| 48  | Женско становништво рођено у ентитету                                                            | 108669   |
| 49  | Становништво рођено у другом ентитету                                                            | 408857   |
| 50  | Мушко становништво рођено у другом ентитету                                                      | 206976   |
| 51  | Женско становништво рођено у другом ентитету                                                     | 201881   |
| 52  | Становништво од 5 година и више резидентно у ентитету у јуну 2005. године                        | 482465   |
| 53  | Мушко становништво старосног доба од 5 година и више, резидентно у ентитету у јуну 2005. године  | 243415   |
| 54  | Женско становништво старосног доба од 5 и више година, резидентно у ентитету у јуну 2005. године | 239050   |
| 55  | Становништво од 5 година и више које је живело у другом ентитету у јуну 2005. године             | 83277    |
| 56  | Мушко становништво старије од 5 година које је живело у другом ентитету у јуну 2005. године      | 42278    |
| 57  | Женско становништво старије од 5 година које је живело у другом ентитету у јуну 2005. године     | 40999    |
| 58  | Становништво од 3 године и више које говори аутохтони језик                                      | 61357    |
| 59  | Мушко становништво старо 3 године и више које говори аутохтони језик                             | 33513    |
| 60  | Женско становништво старо 3 године и више које говори аутохтони језик                            | 27844    |
| 61  | Становништво од 3 године и више које говори аутохтони језик и не говори шпански језик            | 224      |
| 62  | Мушко становништво старо 3 године и више које говори аутохтони језик и не говори шпански         | 83       |
| 63  | Женско становништво старо 3 године и више које говори аутохтони језик и не говори шпански језик  | 141      |
| 64  | Становништво старо 3 године и више које говори аутохтони језик и шпански                         | 57729    |
| 65  | Мушко становништво старо 3 године и више које говори аутохтони језик и шпански                   | 31631    |
| 66  | Женско становништво старо 3 године и више које говори аутохтони језик и шпански                  | 26098    |
| 67  | Становништво од 5 година и више које говори аутохтони језик                                      | 61190    |
| 68  | Становништво од 5 година и више које говори аутохтони језик и не говори шпански језик            | 218      |
| 69  | Становништво од 5 година и више које говори аутохтони језик и говори шпански језик               | 57605    |
| 70  | Становништво у домородачким домаћинствима                                                        | 147283   |
| 71  | Становништво са ограничењима у активностима                                                      | 17477    |
| 72  | Становништво са ограниченим ходањем или кретањем, горе или доле                                  | 7461     |
| 73  | Становници са ограничењима вида, чак и уз кориштење сочива                                       | 6535     |
| 74  | Становништво са ограничењима говора, комуникације или конверзације                               | 1980     |
| 75  | Становништво са ограниченим слухом                                                               | 1387     |
| 76  | Становништво са ограничењима при одевању, купању или јелу                                        | 1177     |
| 77  | Становништво са ограничењима у опажању или учењу једноставних ствари                             | 727      |
| 78  | Становништво са менталним ограничењима                                                           | 1432     |
| 79  | Становништво без ограничења активности                                                           | 616556   |
| 80  | Становништво од 3 до 5 година које не похађа школу                                               | 19805    |
| 81  | Мушко становништво од 3 до 5 година које не похађа школу                                         | 10060    |
| 82  | Женско становништво од 3 до 5 година које не похађа школу                                        | 9745     |
| 83  | Становништво од 6 до 11 година које не похађа школу                                              | 2379     |
| 84  | Мушко становништво од 6 до 11 година које не похађа школу                                        | 1215     |
| 85  | Женско становништво од 6 до 11 година које не похађа школу                                       | 1164     |
| 86  | Становништво од 12 до 14 година које не похађа школу                                             | 2147     |
| 87  | Мушко становништво од 12 до 14 година које не похађа школу                                       | 1072     |
| 88  | Женско становништво од 12 до 14 година које не похађа школу                                      | 1075     |
| 89  | Становништво од 15 до 17 година похађа школу                                                     | 26103    |
| 90  | Мушко становништво од 15 до 17 година похађа школу                                               | 13230    |
| 91  | Женско становништво између 15 и 17 година живота у школи                                         | 12873    |
| 92  | Становништво од 18 до 24 године похађа школу                                                     | 20104    |
| 93  | Мушко становништво од 18 до 24 године похађа школу                                               | 10224    |
| 94  | Женско становништво од 18 до 24 године похађа школу                                              | 9880     |
| 95  | Становништво од 8 до 14 година које не може да чита и пише                                       | 1885     |
| 96  | Мушко становништво старосног доба од 8 до 14 година које не може да чита и пише                  | 1058     |
| 97  | Женско становништво старосног доби од 8 до 14 година које не може да чита и пише                 | 827      |
| 98  | Становништво од 15 година и више које је неписмено                                               | 12847    |
| 99  | Мушко становништво од 15 година и више које је неписмено                                         | 4685     |
| 100 | Женско становништво од 15 година и више које је неписмено                                        | 8162     |
| 101 | Становништво старо 15 и више година без школовања                                                | 16709    |
| 102 | Мушко становништво старо 15 и више година без школовања                                          | 6741     |
| 103 | Женско становништво старо 15 и више година без школовања                                         | 9968     |
| 104 | Становништво старосног доба 15 и више година са непотпуним основним образовањем                  | 39001    |
| 105 | Мушко становништво старосног доба од 15 година и више са непотпуном основним образовањем         | 17531    |
| 106 | Женско становништво старосног доба 15 и више година са непотпуном основним образовањем           | 21470    |
| 107 | Становништво старо 15 и више година са комплетним основним образовањем                           | 58000    |
| 108 | Мушко становништво старо 15 година и више са комплетним основним образовањем                     | 26924    |
| 109 | Женско становништво старо 15 и више година са комплетним основним образовањем                    | 31076    |
| 110 | Становништво старосног доба 15 и више година са непотпуним средњим образовањем                   | 22466    |
| 111 | Мушко становништво старосног доба од 15 година и више са непотпуним средњим образовањем          | 12196    |
| 112 | Женско становништво старосног доба од 15 година и више са непотпуним средњим образовањем         | 10270    |
| 113 | Становништво старо 15 и више година са пуним секундарном образовањем                             | 117117   |
| 114 | Мушко становништво старосног доба од 15 година и више са пуним секундарном образовањем           | 62053    |
| 115 | Женско становништво старосног доба од 15 година и више са пуним секундарном образовањем          | 55064    |
| 116 | Становништво старије од 18 година са постосновним образовањем                                    | 187563   |
| 117 | Мушко становништво старије од 18 година са постосновним образовањем                              | 98069    |
| 118 | Женско становништво старије од 18 година са постосновним образовањем                             | 89494    |
| 119 | Просечна оцена школовања                                                                         | 9.59     |
| 120 | Просечан ниво образовања мушке популације                                                        | 9.8      |
| 121 | Просечан ниво образовања женског становништва                                                    | 9.38     |
| 122 | Економски активно становништво                                                                   | 307649   |
| 123 | Економски активна мушка популација                                                               | 199277   |
| 124 | Економски активна женска популација                                                              | 108372   |
| 125 | Становништво које није економски активно                                                         | 181512   |
| 126 | Мушко становништво које није економски активно                                                   | 47936    |
| 127 | Женско становништво које није економски активно                                                  | 133576   |
| 128 | Запослено становништво                                                                           | 296663   |
| 129 | Запослено мушко становништво                                                                     | 190984   |
| 130 | Запослено женско становништво                                                                    | 105679   |
| 131 | Незапослена популација                                                                           | 10986    |
| 132 | Незапослена мушка популација                                                                     | 8293     |
| 133 | Незапослена женска популација                                                                    | 2693     |
| 134 | Становништво без права на здравствене услуге                                                     | 211732   |
| 135 | Становништво које има право на здравствене услуге                                                | 425874   |
| 136 | Становништво које има право на ИМСС                                                              | 327057   |
| 137 | Становништво које има право на социјално осигурање                                               | 21278    |
| 138 | Становништво које има право на државно социјално осигурање                                       | 854      |
| 139 | Становништво које има право на опште осигурање или здравствено осигурање за нову генерацију      | 59351    |
| 140 | Становништво које је било једном или није било у браку током 12 година и више                    | 164878   |
| 141 | Венчано или уједињено становништво од 12 година и више                                           | 281453   |
| 142 | Становништво које је било у браку или уједињено 12 година и више                                 | 43314    |
| 143 | Становништво са католичком религијом                                                             | 419356   |
| 144 | Протестанти, еванђелисти и библијски следбеници различити од еванђелиста                         | 122977   |
| 145 | Становништво са другим религијама различитим од претходних                                       | 1203     |
| 146 | Становништво без религије                                                                        | 86644    |
| 147 | Укупно пописаних домаћинства                                                                     | 184247   |
| 148 | Пописна домаћинства на челу са мушкарцима                                                        | 141396   |
| 149 | Пописна домаћинства на челу са женама                                                            | 42851    |
| 150 | Становништво у пописним домаћинствима                                                            | 646639   |
| 151 | Становништво у пописним домаћинствима на челу са мушкарцима                                      | 509070   |
| 152 | Становништво у пописним домаћинствима на челу са женама                                          | 137569   |
| 153 | Укупно домаћинстава                                                                              | 246307   |
| 154 | Укупно насељених домаћинстава                                                                    | 188555   |
| 155 | Укупно приватних кућа                                                                            | 241999   |
| 156 | Насељени приватни домови                                                                         | 184247   |
| 157 | Укупно насељених приватних кућа                                                                  | 188522   |
| 158 | Ненасељене приватне куће                                                                         | 45284    |
| 159 | Појединачна домаћинства за привремену употребу                                                   | 12468    |
| 160 | Становници у насељеним приватним кућама                                                          | 646639   |
| 161 | Насељеност станара у приватним становима                                                         | 3.51     |
| 162 | Просечно становника по соби у приватним насељеним домаћинствима                                  | 1.15     |
| 163 | Појединачна домаћинства са подовима од различитих материјала од земље                            | 173478   |
| 164 | Појединачна домаћинства у приземљу                                                               | 5276     |
| 165 | Појединачна домаћинства са једном спаваћом собом                                                 | 84832    |
| 166 | Појединачна домаћинства са две спаваће собе и више                                               | 94664    |
| 167 | Појединачна домаћинства са једним собом                                                          | 29037    |
| 168 | Појединачна домаћинства са две собе                                                              | 41594    |
| 169 | Појединачна домаћинства са 3 собе и више                                                         | 108491   |
| 170 | Појединачна домаћинства која имају електрично светло                                             | 176623   |
| 171 | Појединачна домаћинства која немају електрично светло                                            | 3149     |
| 172 | Појединачна домаћинства која имају водоводну воду у стамбеном простору                           | 159324   |
| 173 | Појединачна домаћинства која немају водоводну воду у стамбеном простору                          | 19698    |
| 174 | Појединачна домаћинства која имају тоалет                                                        | 177946   |
| 175 | Појединачна домаћинства која имају канализацију                                                  | 176455   |
| 176 | Појединачна домаћинства која немају канализацију                                                 | 2337     |
| 177 | Појединачна домаћинства која имају електрично светло, довод воде из јавне мреже и канализацију   | 158000   |
| 178 | Појединачна домаћинства без икаквих услова                                                       | 2032     |
| 179 | Појединачна домаћинства која имају радио                                                         | 134103   |
| 180 | Појединачна домаћинства која имају телевизор                                                     | 170209   |
| 181 | Појединачна домаћинства која имају фрижидер                                                      | 158174   |
| 182 | Појединачна домаћинства која имају машину за веш                                                 | 132949   |
| 183 | Појединачна домаћинства која имају аутомобил или комби                                           | 75525    |
| 184 | Појединачна домаћинства која имају рачунар                                                       | 67133    |
| 185 | Појединачна домаћинства која имају фиксну телефонску линију                                      | 66354    |
| 186 | Појединачна домаћинства која имају мобилни телефон                                               | 159828   |
| 187 | Појединачна домаћинства која имају приступ интернету                                             | 54031    |